# St. Marien (Bremen-Blumenthal)

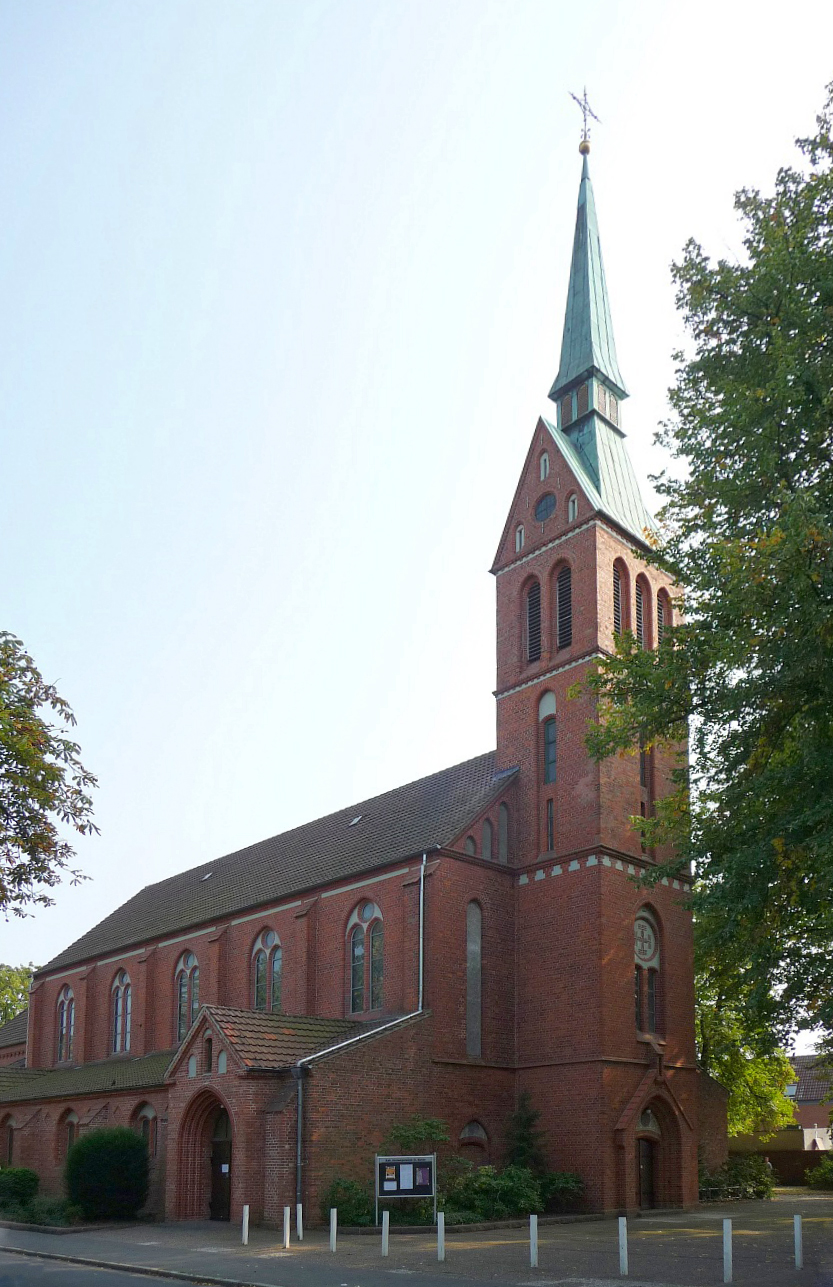
St.-Marien-Kirche

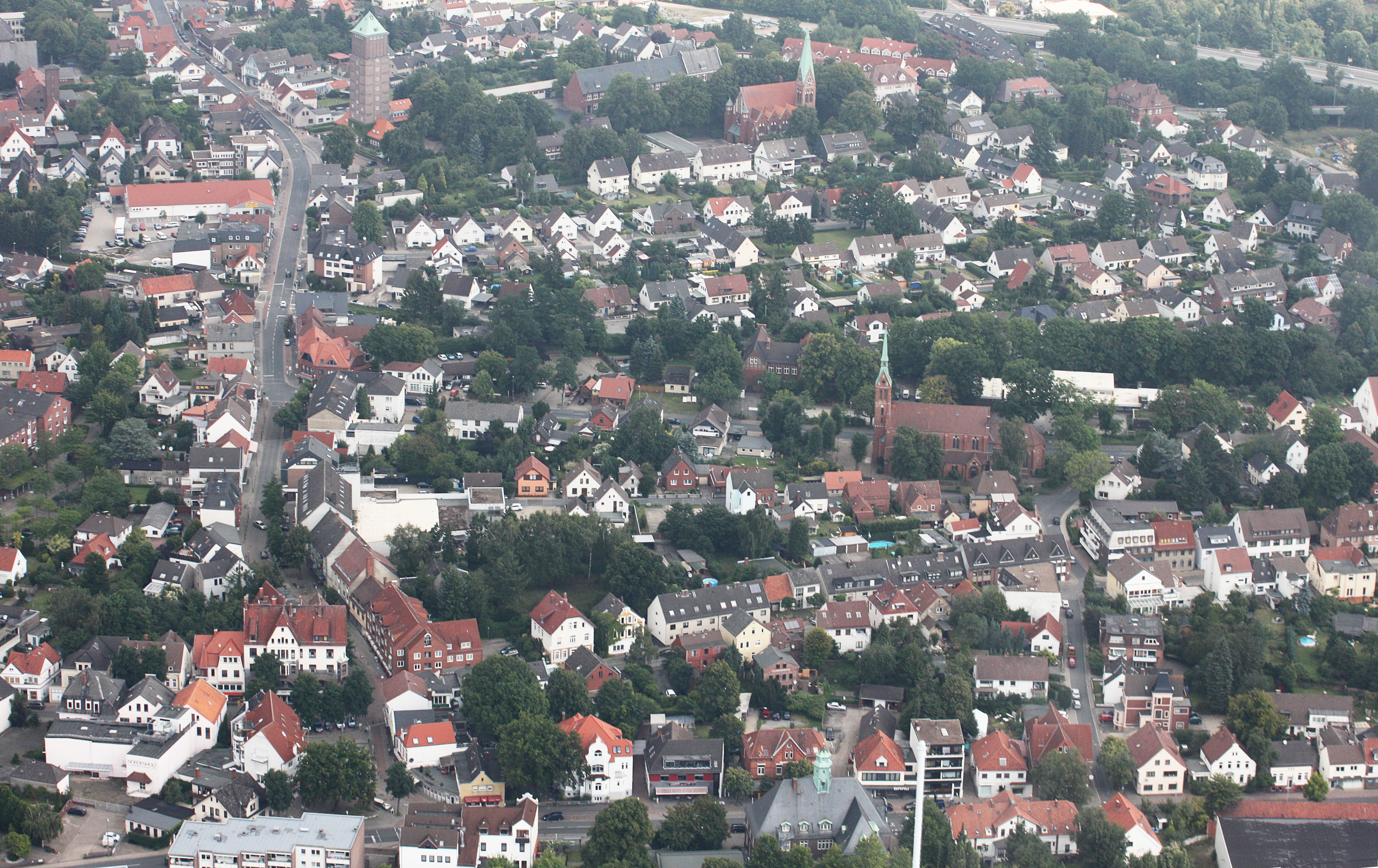
St.-Marien-Kirche (Bildmitte)

St. Marien ist eine katholische Pfarrkirche in Bremen. Sie ist nach der heiligen Maria (Mutter Jesu) benannt und befindet sich an der Fresenbergstraße im Stadtteil Blumenthal. Die St.-Marien-Kirche ist die älteste Kirche im Dekanat Bremen-Nord; ihre gleichnamige Pfarrei, zu der knapp 5.000 Katholiken gehören (Stand 2014), gehört zum Bistum Hildesheim.

## Geschichte
1854 begann der Priester Wilhelm Nürnberg mit dem Aufbau einer katholischen Gemeinde in der damals noch selbstständigen Gemeinde Blumenthal, da sich im 19. Jahrhundert die Anzahl der Katholiken an der Unterweser durch die Industrialisierung und den damit verbundenen Zuzug von Arbeitern, besonders aus dem Eichsfeld und aus Polen, stark erhöht hatte. Bereits seit 1854 werden in Blumenthal katholische Kirchenbücher geführt.
Der Bau der St.-Marien-Kirche begann 1858. Am 5. Mai 1858 legte Maurermeister H. Frankenberg aus Hildesheim die Pläne für die Kirche vor, dieser erste Bauabschnitt wurde am 2. Oktober 1859 von Bischof Eduard Jakob Wedekin eingeweiht und dient heute als Chor. Am 2. November 1859 wurde die bisherige Mission in eine Pfarre umgewandelt.
1889 begannen die Planungen für eine erhebliche Erweiterung der kleinen Kirche, da sich nach der 1883 erfolgten Gründung der Bremer Woll-Kämmerei die Zahl der Gemeindemitglieder weiter erhöht hatte. Nach Plänen des Architekten Richard Herzig begann 1892 der Bau des heutigen Mittelschiffes der Kirche, die vergrößerte Kirche wurde am 24. Juni 1894 geweiht. 1913 folgten der Bau der Seitenschiffe und der Sakristei.
Am 1. November 2006 wurden der Pfarrgemeinde St. Marien auch die Kirchen Hl. Kreuz in Blumenthal (mit Filialkirche St. Ansgar in Schwanewede) und Christ König in Rönnebeck angeschlossen, deren Pfarrgemeinden in diesem Zusammenhang aufgehoben wurden. Am 28. November 2014 wurde die Hl.-Kreuz-Kirche profaniert, am 28. Juni 2019 folgte die Profanierung der Christ-König-Kirche.

## Architektur und Ausstattung
Die geostete Kirche wurde als neugotischer Backsteinbau errichtet und steht in rund 15 Meter Höhe über dem Meeresspiegel auf dem Grundstück Fresenbergstraße 25. Ihr Turm, in dem sich drei Glocken befinden, hat mit Kreuz und Wetterfahne eine Höhe von 42 Metern.